# تار عنکبوت (فیلم آمریکایی ۲۰۲۳)
تارعنکبوت (به انگلیسی: Cobweb) فیلم دلهره‌آور آمریکایی سال ۲۰۲۳ به کارگردانی ساموئل بودین است و نخستین تجربه کارگردانی او به‌شمار می‌رود. در این فیلم لیزی کاپلان، وودی نورمن، کلوپاترا کولمن و آنتونی استار ایفای نقش کردند. تارعنکبوت با انتشار سینمایی محدود توسط لاینزگیت فیلمز در ۲۱ ژوئیه ۲۰۲۳ اکران شد.

## بازیگران
- لیزی کاپلان در نقش کرول[۷]
- آنتونی استار در نقش مارک[۸]
- کلوپاترا کولمن در نقش خانم داواین[۹]
- وودی نورمن در نقش پیتر[۸]
- لوک بیزی در نقش برایان
- الکساندرا دراگوا در نقش سارا
- دبرا ویلسون در نقش صدای «مانستر سارا»